# Ejecutivos Agresivos
Ejecutivos Agresivos fue un grupo musical pop español, uno de los más emblemáticos de lo que se conoció como movida madrileña.

## Historia
Fundado a finales de los años 1970, cuando Carlos Entrena y Poch deciden abandonar el grupo Paraíso y contactan con otros jóvenes surgiendo así la nueva formación.
Tras pasar por diversos escenarios madrileños y actuar como teloneros del Paul Collins Beat, la discográfica Hispavox se fija en ellos y les brinda la posibilidad de entrar en un estudio de grabación. De allí saldría el sencillo «Mari Pili», con el tema «Stereo» en la cara B. La letra refrescante y divertida de «Mari Pili» la convirtió no solo en la canción del verano de 1980 sino en uno de los himnos más recordados de la movida madrileña. 
Ante el éxito arrollador de la iniciativa, se decidió la grabación de un segundo sencillo con los temas «Hay pelea» y «Te espío». Sin embargo, las críticas aparecidas durante aquellos meses tildaban a la banda de comercial y «pachanguera», etiquetas que molestaron fuertemente a los integrantes.
Las relaciones con la discográfica se deterioraron y el nuevo disco no llegó a ver la luz. En febrero de 1981 Ejecutivos Agresivos se disolvía como banda.
Sus miembros iniciaron entonces otros proyectos, integrándose en bandas míticas de la época: Jaime Urrutia en Gabinete Caligari, Poch en Derribos Arias, Carlos Entrena en Décima Víctima y Paco Trinidad inició su época de productor discográfico con Esclarecidos y el sello Grabaciones Accidentales.
En 1986 Hispavox publicó un miniálbum con ocho canciones incluyendo los temas de los sencillos de 1980 «Mari Pili», «Stereo» y regrabando «Hay pelea» y «Te espío». Además se regrabaron cuatro canciones más provenientes de las maquetas antiguas.